# ملعب كامبو الرياضي

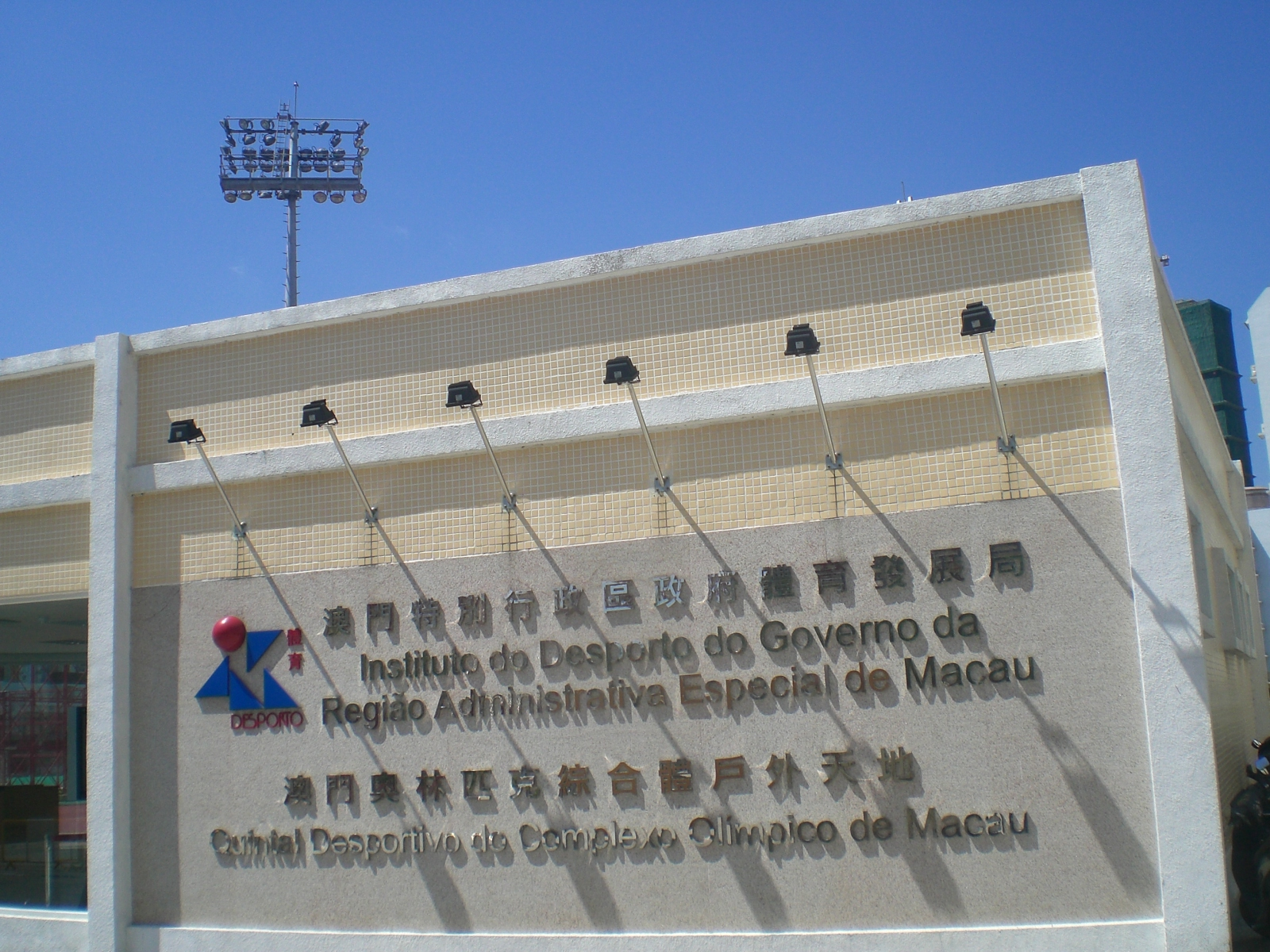

ملعب كامبو الرياضي هو ملعب متعدد الاستخدام يقع في جزيرة تايبا المكاوية . غالبا ما يتم استخدامه لمباريات كرة القدم . يسع الملعب لجلوس 16 ألف متفرج . يعتبر الملعب الرسمي الذي يخوض فيه منتخب ماكاو مبارياته الدولية . تم بنائه في سنة 1995 ثم تم تجديده في 2005 .